# Константово (Свецький повіт)
Константово (пол. Konstantowo) — село в Польщі, у гміні Прущ Свецького повіту Куявсько-Поморського воєводства.
У 1975-1998 роках село належало до Бидгощського воєводства.